# Nardi FN.305
Le Nardi FN.305 était un avion d'entraînement militaire conçu en Italie dans l'entre-deux-guerres par la S.A. Nardi per Costruzioni Aeronautiche. Il rencontra un grand succès commercial, et fut fabriqué par plusieurs sous-traitants dans son pays d'origine, ainsi que sous licence à l'étranger. Il servit dans de nombreux pays durant la Seconde Guerre mondiale, et certains avions volaient encore après le conflit.